# Eschatologia Świadków Jehowy
Treść tego artykułu od 2011-12 może nie być zgodna z zasadami neutralnego punktu widzenia.
Dokładniejsze informacje o tym, co należy poprawić, być może znajdują się w dyskusji tego artykułu.
 Po wyeliminowaniu niedoskonałości należy usunąć szablon {{Dopracować}} z tego artykułu.
Eschatologia Świadków Jehowy – nauka Świadków Jehowy traktująca o rzeczach ostatecznych człowieka i świata.

## Śmierć i życie pośmiertne
Świadkowie Jehowy wierzą, że śmierć jest następstwem grzechu odziedziczonego po Adamie (Rzymian 5:12; 6:23). Ponieważ człowiek według Biblii jest duszą (hebr. נֶפֶש nefesz; por. Księga Rodzaju 2:7), a nie „posiada duszę” („ma duszę”), więc śmierć człowieka to śmierć duszy. Śmierć jednego jest synonimem śmierci drugiego (Izajasza 53:12; Ezechiela 18:4); podobnie dzieje się z duchem (hebr. רוּחַ ruach; por. Hioba 34:14, 15; Kaznodziei [Koheleta] 3:19; 12:7). Ustają wszelkie funkcje życiowe (Kaznodziei 9:5; Psalm 146:4), umarli nie mogą nic czuć, ani w żaden sposób wpływać na żyjących (Kaznodziei 9:6; Izajasza 26:14). Odrzucają również – jako niebiblijną – wiarę w reinkarnację oraz w doktrynę o czyśćcu, uważając ją za sprzeczną z nauką Pisma Świętego.

## Piekło
Świadkowie Jehowy w następujący sposób interpretują termin piekło: jest on budzącym niewłaściwe skojarzenia tłumaczeniem hebrajskiego שְׁאוֹל (sze’òl) i greckiego Ἅδης (háides). Według nich oba terminy odnoszą się do miejsca spoczynku zmarłych, w którym nie doznają wiecznych mąk. Nie jest to literalne miejsce o określonym położeniu, ale symboliczne jako stan niebytu — wspólny grób ludzkości. Miejsce to przyjmuje bez wyjątku wszystkich ludzi (np. Rodzaju 37:35; Dzieje Apostolskie 2:27, 31). Świadkowie Jehowy nie rozdzielają znaczeniowo obu terminów (zobacz Dzieje Apostolskie 2:27, w którym zacytowano Psalm 16:10). Wszyscy znajdujący się w nim, wyjdą z niego, wskrzeszeni przez Jezusa dzięki mocy Bożej (Jana 5:28, 29; Dzieje Apostolskie 24:15). W Przekładzie Nowego Świata transliterują oba terminy.

## Zmartwychwstanie
W publikacjach Świadków Jehowy funkcjonuje termin zmartwychwstanie, używany zarówno w odniesieniu do ludzi mających żyć na ziemi, jak i do tych mających żyć w niebie. Zmartwychwstanie wiąże się z odtworzeniem jednostki ludzkiej (Jana 5:28) w nowym ciele (1 Koryntian 15:35–38). Zmartwychwstanie ludzi do życia na ziemi nastąpi po Armagedonie podczas tzw. Dnia Sądu. Odbędzie się w sposób uporządkowany (1 Koryntian 15:23), pod kierownictwem Jezusa Chrystusa (1 Koryntian 15:45; Objawienie 1:18). Zmartwychwstania dostąpią osoby zakwalifikowane jako prawi (którzy za życia wiernie służyli Jehowie), ale także inna grupa, określona przez Jezusa jako nieprawi (którzy nie przestrzegali zasad Bożych, ponieważ nie mieli możliwości ich poznać ani zastosować) (Dzieje 24:15; Objawienie 20:12, 13). Nie otrzymają możliwości zmartwychwzbudzenia ci, którzy zgrzeszyli przeciwko duchowi świętemu i rozmyślnie trwają w grzechu (Mateusza 12:31, 32; 23:33, por. Hebrajczyków 6:4-8; 10:26, 27, 29) oraz osoby, które zostaną zgładzone w Armagedonie (Mateusza 25:46; 2 Tesaloniczan 1:9; 2 Piotra 2:9). Według Świadków Jehowy w Piśmie Świętym użyto do zobrazowania stanu takich osób terminu gehenna, który jest symbolem całkowitej zagłady wykluczającej zmartwychwstanie. Zmartwychwstanie kandydatów do życia w niebie najprawdopodobniej zaczęło się jakiś czas po rozpoczęciu Paruzji (gr. παρουσία parousía) Jezusa Chrystusa (por. Objawienie 12:7–9 z 17:5, 14; zob. też 1 Koryntian 15:23; 1 Tesaloniczan 4:15–17; Objawienie 6:9–11).

## Ziemia
Świadkowie Jehowy kierując się tym co zawiera Biblia uważają, że Ziemia nie zostanie zniszczona (Psalm 37:29; 104:5; Kaznodziei 1:4; Mateusza 6:10). Po Armagedonie na ziemi będą żyć ludzie, którzy go przeżyją, oraz ci, którzy zostaną zmartwychwzbudzeni. Muszą oni między innymi okazywać wiarę w okup złożony przez Jezusa Chrystusa (Objawienie 7:9, 10, 14). Świadkowie Jehowy uważają, że nie ma ustalonego limitu ograniczającego liczbę osób mających żyć wiecznie w raju na ziemi. Początkowy okres egzystencji w raju Świadkowie Jehowy utożsamiają z dniem Sądu Ostatecznego. Niewielka grupa ludzi będzie żyć w niebie (Rzymian 8:19–21; 1 Jana 2:2).

## Niebo
Świadkowie Jehowy uważają, że do nieba idzie ściśle określona liczba osób: 144 tysiące (Objawienie 7:4; por. z Objawienie 7:9,14). Grupa ta ma rządzić wspólnie z Chrystusem (Objawienie 14:1, 3; 20:6). Mają również spełniać posługi kapłańskie (1 Piotra 2:5–9). Są utożsamiani m.in. z Izraelem Bożym (Galatów 6:16), małą trzódką (Łukasza 12:32), metonimicznie zborem (Hebrajczyków 12:32), synami Bożymi (Galatów 3:26). Objęci są nowym przymierzem (Jeremiasza 31:31–34; Łukasza 22:20; 2 Koryntian 3:6; Hebrajczyków 7:22). Świadkowie Jehowy są przekonani, iż zbieranie (kompletowanie) członków grupy rozpoczęło się w dniu Pięćdziesiątnicy 33 roku n.e. (Dzieje Apostolskie 2:1–4; 2 Koryntian 1:21, 22) i trwa nadal (Objawienie 7:1–8).
Aby dostąpić możliwości uzyskania nagrody w niebie, trzeba: wierzyć w Jezusa Chrystusa (Jana 3:36), być uznanym za prawego (Rzymian 3:23, 24, 28; 8:33, 34), zostać wybranym przez Boga. Świadkowie Jehowy stosują następujące terminy określające ów akt Bożej nominacji: ponowne narodzenie (Jana 1:12, 13; 3:3–6), zostać namaszczonym Duchem Świętym (2 Koryntian 1:21; 1 Jana 2:20, 27), zostać usynowionym (Rzymian 8:14–17; Galatów 4:1–7). Poza tym osoba taka musi prowadzić życie podobnie jak Jezus Chrystus, czyli ofiarne i pełne wyrzeczeń (Rzymian 6:3, 4; Filipian 3:8–11), i musi aż do śmierci być lojalna (2 Tymoteusza 2:11–13; Objawienie 2:10) – a gdy dochowa wierności, zostaje wskrzeszona do życia w niebie (Jana 6:39, 40; Rzymian 6:5; 1 Koryntian 15:42–49).

## Dni ostatnie
Jest to nazwa szczególnego okresu, który stanowi wstęp do radykalnego przełomu w dziejach ludzkości: wielkiego ucisku. Sformułowanie dni ostatnie jest tłumaczeniem angielskiej frazy last days (z greckiego ἔσχατος ἡμέρα). Trwają jednocześnie z niewidzialną obecnością (Paruzją) Jezusa Chrystusa (Mat 24:3). W terminologii Świadków Jehowy nazywane są również zakończeniem systemu rzeczy. Fraza zakończenie systemu rzeczy jest spolszczeniem angielskiej frazy conclusion of the system of things, która jest tłumaczeniem greckiego συντελειας του αιωνος. Sugeruje ona istnienie pewnego wyróżniającego się okresu o niesprecyzowanej długości, kończącego się przełomowym wydarzeniem. Nie odnosi się do globalnej zagłady planety, chodzi raczej o koniec charakterystycznego stanu (systemu bądź porządku) w dziejach ludzkości, czyli stanu rzeczy podległego władzy Szatana. Inne terminy spotykane w literaturze Świadków Jehowy określające dni ostatnie to czas końca lub koniec dni.
Poniżej przedstawiono wydarzenia charakteryzujące dni ostatnie:
- wojny na ogromną skalę (Mateusza 24:6, 7; Objawienie 6:4)
- trzęsienia ziemi (Mateusza 24:7; Marka 13:8)
- głód (Mateusza 24:7; Marka 13:8; Objawienie 6:5, 6)
- zarazy, czyli epidemie (Łukasza 21:11; Objawienie 6:8)
- wzrost bezprawia (Mateusza 24:12)
- rujnowanie ziemi (Objawienie 11:18)
- działalność fałszywych proroków (Mateusza 24:5, 11; Marka 13:6)
- prześladowanie prawdziwych chrześcijan (Mateusza 24:9; Łukasza 21:12)
- prowadzenie ogólnoświatowej działalności edukacyjnej skupiającej się na informowaniu społeczeństwa o istnieniu i planach Królestwa Bożego (Mateusza 24:14)
- lekceważenie ostrzeżeń biblijnych (Mateusza 24:39)
- upadek moralny i wyraźne przejawy obłudy religijnej (2 Tymoteusza 3:1–5)
- zanikanie miłości do Boga (Mateusza 24:12)
- jednoczesne spełnianie się wszystkich tych proroctw (Mateusza 24:33).

Powyższe wydarzenia Świadkowie Jehowy określają mianem znaku dni ostatnich (por. Mateusza 24:3).

## Wielki ucisk

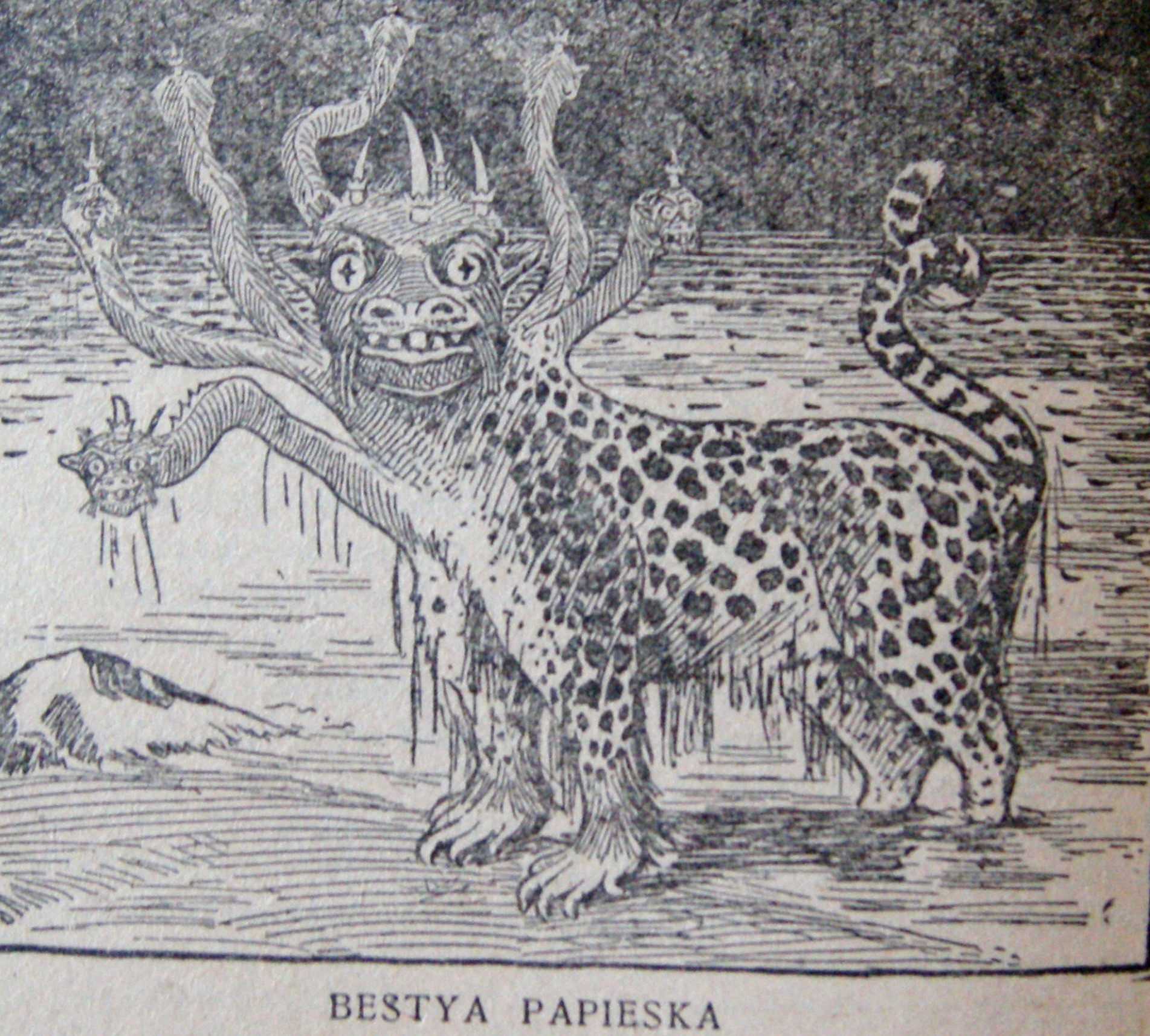
Ilustracja z książki Dokonana tajemnica (1917 r.), przedstawiająca siedmiogłową bestię z 13 rozdziału Księgi Objawienia symbolizującą ogólnoświatowy system polityczny

Wielkim uciskiem nazywają Świadkowie Jehowy cykl wydarzeń prowadzących do zniszczenia obecnego porządku świata i zaprowadzenia raju na ziemi. Utożsamiany z biblijnymi terminami: dzień Jehowy (Ezechiela 7:19, Sofoniasza 1:14, Malachiasza 4:1–5 [3:19–24]), czas udręki (Daniela 12:1), dzień pomsty (Objawienia 6:9–11; 19:1, 2, 19–21). Wielki ucisk mają poprzedzać następujące wydarzenia:
- zwiastun wielkiego ucisku:
  - narody ogłoszą pokój i bezpieczeństwo (1 Tesaloniczan 5:2, 3)
  - ostateczne „opieczętowanie” (potwierdzenie przez Boga) reszty osób mających żyć w niebie i wypuszczenie „czterech wiatrów ziemi” (niszczycielskich sił ze wszystkich stron świata) rozpoczynających wielki ucisk (Objawienie 7:1–3).

Jak wspomniano, wielki ucisk jest ogólną nazwą dla zespołu poszczególnych wydarzeń. Poniżej podano chronologicznie etapy wielkiego ucisku:
- początek wielkiego ucisku:
  - atak narodów na Babilon Wielki, czyli na ogół systemów, ogół organizacji religijnych (Objawienie 17:1, 10–16; 18:21).
  - skrócenie dni (ataku) (Mateusza 24:21, 22). Jehowa Bóg za pośrednictwem Jezusa Chrystusa ‛skróci’ atak ONZ na religię, tak by religia prawdziwa nie podzieliła losu fałszywej. Dzięki temu religia prawdziwa ocaleje (Psalm 96:5).

- bezpośrednio przed Armagedonem:
  - znaki na niebie (Mateusza 24:29, Marka 13:24, 25 i Łukasza 21:25), co może mieć znaczenie zarówno symboliczne, jak i dosłowne
  - ukazanie się znaku Syna Człowieczego (Mateusza 24:30, Marka 13:26 i Łukasza 21:26, 27)
  - sąd Jezusa nad ludźmi żyjącymi na ziemi „będzie oddzielał jednych ludzi od drugich, jak pasterz oddziela owce od kóz” (Mateusza 25:31–46)
  - atak narodów na lud Boży (Objawienie 19:19–21)
  - zebranie z ziemi reszty osób mających żyć w niebie (Mateusza 24:31).

- finał wielkiego ucisku:
  - Har-Magedon/Armagedon – wojna w wielkim dniu Wszechmocnego Boga (Objawienie 16:14, 16). Armagedon utoruje drogę do ustanowienia nowego, pokojowego świata. Będzie to wybiórcza zagłada tylko nieposłusznych Jehowie mieszkańców ziemi, a ci, którzy ocaleją, będą żyli na ziemi pod panowaniem Królestwa Bożego, a w ostateczności żyć wiecznie w raju na ziemi.

## Obecność Jezusa Chrystusa (Paruzja)
Świadkowie Jehowy uważają, że obecność Jezusa Chrystusa ma charakter ciągły, a nie chwilowy (por. Mateusza 24:37–39, gdzie obecność Jezusa utożsamiono z „dniami Noego”). Rozpoczęła się w 1914 roku (Objawienie 6:1–8) i będzie obejmować wielki ucisk (2 Tesaloniczan 1:6–9). Utożsamiana z dniami ostatnimi (Mateusza 24:3). Podczas obecności Jezusa Chrystusa zostaną podjęte następujące działania:
- wskrzeszenie wybranych osób zaliczonych do 144 000 (Rzymian 8:17; 1 Koryntian 15:23)
- skompletowanie żyjących na ziemi osób, które zaliczają się do 144 000 (Mateusza 24:31; 2 Tesaloniczan 2:1)
- unicestwienie człowieka bezprawia (2 Tesaloniczan 2:3–8), którego Świadkowie Jehowy utożsamiają z duchowieństwem chrześcijaństwa
- zagłada tych, którzy nie chcą słuchać ostrzeżeń ogłaszanych przez jego przedstawicieli (Mateusza 24:37–39)
- rozpoczęcie tysiącletniego panowania (Objawienie 20:1–6)

## Dzień Sądu
Dzień Sądu (inne nazwy: tysiącletnie panowanie Chrystusa, rzadziej Millennium) to nazwa okresu, w którym Jezus wspólnie ze 144 000 będzie osądzać pozostałych przy życiu ludzi, włączając w to zmartwychwstałe jednostki (Objawienie 20:11, 12; 2 Tymoteusza 4:1). Rozpocznie się uwięzieniem Szatana i demonów w otchłani (ἄβυσσος) na literalne 1000 lat (Objawienie 20:1–4). Będą tam przebywać w przypominającym śmierć stanie nieaktywności. W tym czasie ludzie będą osądzani na podstawie stosunku do wskazówek zamieszczonych w nowych zwojach, których treść zostanie udostępniona po Armagedonie (Objawienie 20:12). Wszyscy, którzy zmartwychwstaną, będą potrzebowali szkolenia (Izajasza 26:9; 61:11). Dlatego niezbędny będzie największy w dziejach ludzkości program edukacyjny, który przygotuje wszystkich mieszkańców ziemi na ostateczną próbę. Z końcem 1000 lat ludzie osiągną stan doskonałości (Objawienie 20:5) i każdy z ludzi zostanie poddany ostatecznej próbie, mającej dowieść ich lojalności względem Boga (Objawienie 20:7–10), gdy po upływie 1000 lat Szatan zostanie wypuszczony z otchłani. Ci, którzy pomyślnie ją przejdą, zostaną nazwani świętymi (Objawienie 20:9) i będą żyć wiecznie na ziemi (Psalm 37:29). Z kolei ci, którzy się zbuntują, zostaną zniszczeni razem z Szatanem Diabłem i demonami (zbuntowanymi aniołami) (Objawienie 20:8-10).